# Corgatha ochrobapta
Corgatha ochrobapta är en fjärilsart som beskrevs av Turner 1941. Corgatha ochrobapta ingår i släktet Corgatha och familjen nattflyn. Inga underarter finns listade i Catalogue of Life.